# 9033 Kawane
9033 Kawane (1990 AD) là một tiểu hành tinh vành đai chính được phát hiện ngày 4 tháng 1 năm 1990 bởi M. Akiyama và T. Furuta ở Susono.